# Audrey Marie
Ne doit pas être confondu avec Audrey Marie Anderson.
Audrey Marie, née le 8 juillet 1974, est une femme politique française.

## Parcours politique
Audrey Marie est la suppléante de Christiane Taubira lors de son élection en tant que députée le 17 juin 2007. Lorsque Christiane Taubira est nommée Garde des Sceaux, ministre de la Justice dans le gouvernement Ayrault en juin 2012, Audrey Marie la remplace en tant que députée de la première circonscription de la Guyane du 17 au 19 juin 2012, date de la fin de la XIIIe législature.
Elle est membre de Walwari, jusqu'en 2012, puis de Guyane rassemblement. 
En 2015, France Info lui consacre un article et évoque une femme politique « connue pour son franc parler et ses prises de position parfois virulentes ».
Elle siège parmi les non-inscrits, l'Assemblée nationale ne se réunissant plus.
Gabriel Serville, membre du Parti socialiste guyanais (PSG), lui succède à la députation.
En décembre 2024, elle indique vouloir solliciter une carte CIO (Citoyenneté indienne d'Outre-Mer) dans le cadre du processus enclenché par les autorités de l'Inde à destination des descendants des « engagés », c'est-à-dire les 8 000 travailleurs indiens venus s'installer en Guyane une fois l'esclavage aboli. Son grand-père, Paul Béhary Laul Sirder, faisait partie de ces engagés : « Je pense que cette carte représente une belle opportunité pour beaucoup de personnes, au même titre que le programme Erasmus. L’Inde est un grand pays et une grande puissance. »